# Conclave del 1669-1670
Il conclave del 1669-1670 venne convocato a seguito della morte del papa Clemente IX, avvenuta a Roma il 9 dicembre 1669 e si svolse nella Cappella Sistina dal 20 dicembre 1669 al 26 aprile 1670.

## Situazione precedente
Clemente IX aveva nominato principalmente cardinali italiani nel collegio, nominando solo un cardinale francese e uno spagnolo quando aveva bisogno del loro aiuto per contrastare un'invasione dell'Impero ottomano a Creta. Ben sette dei dodici cardinali che creò erano suoi amici provenienti dalla sua stessa regione, la Toscana. Clemente non si sentì obbligato a nominare un cardinale tedesco perché l'Imperatore del Sacro Romano Impero aveva richiesto la sua assistenza in Ungheria. A pochi giorni dalla sua morte Clemente IX aveva creato altri sette cardinali, che portarono il numero dei potenziali elettori al massimo di settanta.
Durante il suo pontificato Clemente si adoperò diplomaticamente per portare le nazioni dell'Europa occidentale a difendere Creta. Gli Ottomani stavano progettando di avanzare verso la capitale dell'isola, Candia, di proprietà veneziana. Clemente intervenne nella Guerra di devoluzione e contribuì a negoziare una pace, aumentando la probabilità che Spagna e Francia aiutassero Creta. I francesi inviarono inizialmente una piccola forza in aiuto di Creta nel 1668, prima di aumentare il loro impegno di truppe nel 1669. Ciò influì sull'esito dell'avanzata ottomana, che catturò Candia nel settembre 1669.
All'interno del Collegio cardinalizio si era sviluppata una fazione di cardinali non fedeli a nessuna delle monarchie cattoliche, chiamata Squadrone Volante, emersa durante il conclave del 1655. Il nome fu dato per il loro sostegno ai candidati che ritenevano avessero in mente i migliori interessi del papato, piuttosto che ai candidati sostenuti dai monarchi secolari. Cristina, regina di Svezia, che aveva abdicato al trono svedese e si era trasferita a Roma prima di convertirsi alla Chiesa cattolica, servì come sostenitore secolare del gruppo, e divenne particolarmente vicina a Decio Azzolino.

## Svolgimento
I cardinali ritardarono l'apertura del conclave fino all'arrivo dell'ambasciatore di Luigi XIV di Francia e dei cardinali transalpini, a dimostrazione dell'influenza che la Francia aveva all'epoca nel Collegio. All'apertura, il 21 dicembre 1669, erano presenti cinquantaquattro dei settanta membri del Collegio cardinalizio, e altri dodici cardinali arrivarono man mano che il conclave procedeva. Le fazioni si divisero in modo relativamente equo tra i cardinali fedeli alla Spagna e alla Francia, con ciascuno dei due Paesi che ne controllava otto.
Prima dell'inizio delle votazioni i favoriti al soglio pontificio erano tre; uno era il cardinale Giacomo Rospigliosi, nipote dell'ultimo papa, il quale aveva circa 30-33 voti a favore, di cui 2 al cosiddetto accesso (quindi gli mancavano solo altri 7 voti per essere eletto pontefice). Tuttavia la sua influenza nel conclave era relativamente debole, poiché Clemente IX aveva creato solo undici cardinali oltre a egli stesso, mentre Flavio Chigi guidava i ventiquattro porporati creati da Alessandro VII.
Poi vi erano il cardinale Giovanni Nicola Conti che era sostenuto da 22 voti ed il cardinale Cerri che ottenne al massimo 23 voti. Al conclave, dopo quarantadue scrutini nessuno dei tre favoriti aveva ancora prevalso. Man mano che si procedeva con le votazioni, poiché nessun cardinale emergeva sugli altri, il numero dei "papabili" crebbe enormemente rispetto ai precedenti conclavi: i resoconti delle fonti coeve elencavano fino a 21 cardinali che si riteneva avessero una possibilità di essere eletti papa.
Pietro Vidoni godeva dell'appoggio dei membri della Squadra Volante, di Cristina di Svezia e del suo alleato Azzolino. Inoltre, non era osteggiato né dalla Francia né dalla Spagna. Tuttavia Francesco Barberini, decano del Collegio cardinalizio, si oppose a Vidoni per orgoglio: poiché non era stato interpellato in precedenza sulla sua candidatura, rifiutò di appoggiarla quando venne ufficializzata.
Charles d'Albert d'Ailly, l'ambasciatore francese al conclave, arrivò il 16 gennaio 1670 e il 10 febbraio annunciò che Luigi XIV aveva posto il veto sul candidato al papato di Chigi, Scipione Pannocchieschi d'Elci; questi, dopo l'annuncio del veto francese, ebbe un forte imbarazzo, si ammalò e morì rapidamente. In seguito all'esclusione di d'Elci, ci fu confusione tra i cardinali su chi eleggere, perché nessuno dei porporati esistenti aveva la possibilità numerica di essere eletto papa.
I cardinali tentarono quindi di eleggere nuovamente Vidoni, ma Chigi si oppose a lui per la rabbia causata dal veto francese contro d'Elci. Anche i cardinali spagnoli si schierarono contro Vidoni, insinuando falsamente che Maria Anna d'Asburgo, reggente del trono spagnolo, avesse opposto il veto contro di lui. Gli spagnoli tentarono allora di eleggere Benedetto Odescalchi, ma d'Ailly dichiarò che non sarebbe stato permesso di eleggere nessuno a meno che non fosse fedele a Luigi XIV.
Gli spagnoli fecero presto sapere tramite missiva che i loro cardinali erano liberi di votare per chiunque: la lettera fu portata per corriere e annunciava che Maria Anna d'Austria non aveva effettivamente escluso Vidoni né alcun membro del collegio. Il suo nome, però, era ormai bruciato. Allora i cardinali furono d'accordo nel ricorrere ad un compromesso, che si tradusse nell'elezione di un cardinale di età avanzata. La scelta cadde su Emilio Bonaventura Altieri, che aveva 79 anni e 9 mesi (cosa che lo rende la persona più anziana della Storia ad essere eletta Papa).
La sua lunga vita era stata sempre al servizio fedele della Chiesa. Clemente IX lo aveva creato cardinale pochi giorni prima di morire, nel novembre 1669 (la ragione del fatto che un prelato di tali meriti straordinari abbia ricevuto la nomina a cardinale in una fase tarda della propria vita va ricondotta al fatto che quando era più giovane rinunciò alla porpora cardinalizia in favore di un suo fratello più anziano). Il 29 aprile 1670 Altieri ricevette tre voti allo scrutinio del mattino, lo stesso numero che aveva ricevuto costantemente dall'inizio del conclave. Allo scrutinio del pomeriggio ricevette ventuno voti e fu acclamato papa da altri trentacinque cardinali.
Altieri, anziano e di salute cagionevole, si oppose alla sua elezione al punto che dovette essere trascinato fuori dalla sua stanza da due cardinali per essere acclamato. Egli era stato nominato alle ore 15:00, ma finì per accettare la scelta del Sacro Collegio dopo un'ora di proteste. Il nuovo pontefice assunse il nome di Clemente X, in memoria del suo predecessore. L'elezione venne annunciata dal cardinale protodiacono Francesco Maidalchini.

## Cardinali componenti il Conclave alla morte di papa Clemente IX
Al momento della morte del predecessore Clemente IX, il collegio cardinalizio era formato da 70 porporati. 58 di essi arrivarono in tempo per l'apertura del conclave (20 dicembre). Successivamente altri cardinali raggiunsero Roma e via via entrarono fino a raggiungere un massimo di 67 partecipanti totali.
Il conclave non raggiunse il plenum più volte in ragione dell'assenza di alcuni cardinali causa malattia. L'elenco comprende: Antonio Barberini, Federico Sforza, Virginio Orsini, Celio Piccolomini, Lorenzo Imperiali, Giambattista Spada, Marcello Santacroce, Lazzaro Pallavicino, Niccolò Albergati-Ludovisi, Buonaccorso Buonaccorsi e Marzio Ginetti.
La Francia presentò il veto contro Benedetto Odescalchi; comunque non vinse il candidato francese: infatti l'elezione di Emilio Altieri fu salutata dal gruppo spagnolo come un proprio successo.

## Composizione del Sacro Collegio

### Cardinali presenti in conclave
| Nome                                        | Paese                     | Titolo                                                                                         | Ruolo | Nascita    | Concistoro |
| ------------------------------------------- | ------------------------- | ---------------------------------------------------------------------------------------------- | --- | ---------- | ---------- |
| Francesco Barberini                         | Granducato di Toscana     | Cardinale vescovo di Ostia e Velletri; Cardinale diacono e presbitero di San Lorenzo in Damaso | Decano del Collegio cardinalizio; Governatore di Velletri; Segretario della Congregazione della Romana e Universale Inquisizione; Vice-Cancelliere di Santa Romana Chiesa | 23/09/1597 | 02/10/1623 |
| Marzio Ginetti                              | Stato Pontificio          | Cardinale vescovo di Porto e Santa Rufina                                                      | Vicario generale di Sua Santità; Prefetto della Congregazione dell'Indice dei Libri Proibiti; Prefetto della Congregazione dei Riti; Prefetto della Congregazione dei Vescovi e Regolari; Prefetto della Congregazione dell'Immunità Ecclesiastica                                 | 07/02/1586 | 19/01/1626 |
| Antonio Barberini                           | Stato Pontificio          | Cardinale vescovo di Palestrina                                                                | Camerlengo di Santa Romana Chiesa; Arciprete della Basilica Liberiana di Santa Maria Maggiore; Prefetto della Congregazione di Propaganda Fide; Abate commendatario di Subiaco e di Nonantola; Arcivescovo metropolita di Reims; Cardinale protettore dell'Almo collegio Capranica | 05/08/1607 | 30/08/1627 |
| Giulio Gabrielli                            | Stato Pontificio          | Cardinale vescovo di Sabina                                                                    | Amministratore apostolico di Rieti | 06/01/1603 | 16/12/1641 |
| Antonio Bichi                               | Granducato di Toscana     | Cardinale presbitero di Santa Maria degli Angeli                                               | Vescovo di Osimo | 30/03/1614 | 09/04/1657 |
| Girolamo Boncompagni                        | Regno di Napoli           | Cardinale presbitero dei santi Marcellino e Pietro                                             | Arcivescovo metropolita di Bologna | 23/03/1622 | 14/01/1664 |
| Alderano Cybo                               | Repubblica di Genova      | Cardinale presbitero di Santa Prassede                                                         | Vescovo di Jesi | 16/07/1613 | 06/03/1645 |
| Scipione Pannocchieschi d'Elci              | Granducato di Toscana     | Cardinale presbitero di Santa Sabina                                                           | Arcivescovo metropolita di Pisa | 28/06/1598 | 09/04/1657 |
| Carlo Bonelli                               | Stato Pontificio          | Cardinale presbitero di Sant'Anastasia                                                         | Nunzio apostolico in Spagna | 04/10/1612 | 14/01/1664 |
| Vitaliano Visconti Borromeo                 | Ducato di Milano          | Cardinale presbitero di Sant'Agnese fuori le mura                                              | Nunzio apostolico in Spagna | 16/10/1618 | 15/02/1666 |
| Ulderico Carpegna                           | Stato Pontificio          | Cardinale vescovo di Albano                                                                    | | 24/06/1596 | 28/11/1633 |
| Emmanuel Théodose de La Tour d'Auvergne     | Regno di Francia          | Cardinale presbitero di San Lorenzo in Panisperna                                              | Grande elemosiniere di Francia; Abate commendatario di Saint-Philibert de Tournus e Saint-Ouen | 24/08/1643 | 05/08/1669 |
| Angelo Celsi                                | Stato Pontificio          | Cardinale diacono di Sant'Angelo in Pescheria                                                  | Prefetto della Congregazione del Concilio | 08/09/1600 | 14/01/1664 |
| Flavio Chigi                                | Granducato di Toscana     | Cardinale presbitero di Santa Maria del Popolo                                                 | Archivista di Santa Romana Chiesa; Bibliotecario di Santa Romana Chiesa; Prefetto della Congregazione delle Acque; Prefetto della Congregazione dei Confini; Arciprete della Basilica di San Giovanni in Laterano                                                                  | 10/05/1631 | 09/04/1657 |
| Lazzaro Pallavicino                         | Repubblica di Genova      | Cardinale diacono                                                                              | | 05/08/1602 | 29/11/1669 |
| Jean-François Paul de Gondi                 | Regno di Francia          | Cardinale presbitero di Santa Maria sopra Minerva                                              | Arcivescovo metropolita di Parigi; Abate commendatario di Saint Denis e Buzay | 20/09/1613 | 19/02/1652 |
| Giannicolò Conti                            | Stato Pontificio          | Cardinale presbitero di Santa Maria in Traspontina                                             | Vescovo di Ancona e Numana | 01/06/1617 | 14/01/1664 |
| Neri Corsini                                | Granducato di Toscana     | Cardinale presbitero dei Santi Nereo e Achilleo                                                | Legato apostolico di Ferrara | 01/08/1614 | 14/01/1664 |
| Giovanni Dolfin                             | Repubblica di Venezia     | Cardinale presbitero di San Salvatore in Lauro                                                 | Patriarca di Aquileia | 22/04/1617 | 07/03/1667 |
| Giulio Spinola                              | Repubblica di Genova      | Cardinale presbitero dei Santi Silvestro e Martino ai Monti                                    | Nunzio apostolico in Austria | 13/05/1612 | 15/02/1666 |
| Paolo Savelli                               | Stato Pontificio          | Cardinale diacono di San Giorgio in Velabro                                                    | | 18/11/1622 | 14/01/1664 |
| Niccolò Acciaiuoli                          | Granducato di Toscana     | Cardinale diacono                                                                              | Uditore generale della Camera Apostolica | 06/07/1630 | 29/11/1669 |
| Pietro Vito Ottoboni                        | Repubblica di Venezia     | Cardinale presbitero di San Marco                                                              | Datario emerito di Sua Santità; futuro papa Alessandro VIII nel 1689 | 22/04/1610 | 19/02/1652 |
| Cesare Facchinetti                          | Stato Pontificio          | Cardinale presbitero dei Santi Quattro Coronati                                                | Vescovo di Spoleto | 29/09/1608 | 13/07/1643 |
| Giberto Borromeo                            | Ducato di Milano          | Cardinale presbitero dei Santi Giovanni e Paolo                                                | Segretario emerito della Congregazione della Sacra Consulta | 28/09/1615 | 19/02/1652 |
| Carlo Rossetti                              | Stato Pontificio          | Cardinale presbitero di San Silvestro in Capite                                                | Vescovo di Faenza | 16/03/1614 | 13/07/1643 |
| Luis Manuel Fernández Portocarrero y Guzmán | Regno di Spagna           | Cardinale presbitero                                                                           | Vicerè di Sicilia | 08/01/1635 | 05/08/1669 |
| Marcello Santacroce                         | Stato Pontificio          | Cardinale presbitero di Santo Stefano al Monte Celio                                           | Vescovo di Tivoli | 07/06/1619 | 19/02/1652 |
| Leopoldo de' Medici                         | Granducato di Toscana     | Cardinale diacono dei Santi Cosma e Damiano                                                    | | 06/11/1617 | 12/12/1667 |
| Lorenzo Imperiali                           | Repubblica di Genova      | Cardinale presbitero di San Crisogono                                                          | Governatore emerito di Roma | 21/02/1612 | 19/02/1652 |
| Giovanni Bona                               | Ducato di Savoia          | Cardinale presbitero                                                                           | Abate generale dell'Ordine Cistercense | 10/10/1609 | 29/11/1669 |
| Giacomo Franzoni                            | Repubblica di Genova      | Cardinale diacono di Santa Maria in Cosmedin                                                   | Vescovo di Camerino | 05/12/1612 | 29/04/1658 |
| Gregorio Barbarigo                          | Repubblica di Venezia     | Cardinale presbitero di San Tommaso in Parione                                                 | Vescovo di Padova | 16/09/1625 | 05/04/1660 |
| Alfonso Litta                               | Ducato di Milano          | Cardinale presbitero di Santa Croce in Gerusalemme                                             | Arcivescovo metropolita di Milano | 19/09/1608 | 14/01/1664 |
| Francesco Maria Mancini                     | Stato Pontificio          | Cardinale diacono dei Santi Vito, Modesto e Crescenzia                                         | Abate commendatario di Chaise-Dieu e di Saint-Lucien de Beauvais | 20/10/1606 | 05/04/1660 |
| Friedrich von Hessen-Darmstadt              | Sacro Romano Impero       | Cardinale diacono di San Nicola in Carcere                                                     | Principe-vescovo di Breslavia | 28/02/1616 | 19/02/1652 |
| Francesco Albizzi                           | Stato Pontificio          | Cardinale presbitero di Santa Maria in Via                                                     | Camerlengo emerito del Collegio Cardinalizio | 24/10/1593 | 02/03/1654 |
| Ottavio Acquaviva d'Aragona                 | Regno di Napoli           | Cardinale presbitero di Santa Cecilia                                                          | Camerlengo del Collegio Cardinalizio | 23/09/1609 | 02/03/1654 |
| Decio Azzolino                              | Stato Pontificio          | Cardinale diacono di Sant'Eustachio                                                            | Cardinale Segretario di Stato di Sua Santità | 11/04/1623 | 02/03/1654 |
| Pietro Vidoni                               | Ducato di Milano          | Cardinale presbitero di San Callisto                                                           | Vescovo di Lodi | 08/11/1610 | 05/04/1660 |
| Carlo Cerri                                 | Stato Pontificio          | Cardinale diacono                                                                              | Decano della Rota Romana | 14/09/1610 | 29/11/1669 |
| Francesco Nerli                             | Granducato di Toscana     | Cardinale presbitero di San Bartolomeo all'Isola                                               | Arcivescovo metropolita di Firenze | 06/05/1594 | 29/11/1669 |
| Paluzzo Paluzzi Altieri degli Albertoni     | Stato Pontificio          | Cardinale presbitero dei Santi XII Apostoli                                                    | Vescovo di Montefiascone e Corneto; Pro-Vicario generale di Sua Santità per la Diocesi di Roma | 08/06/1623 | 14/01/1664 |
| Francesco Maria Brancaccio                  | Regno di Napoli           | Cardinale vescovo di Frascati                                                                  | Vescovo di Viterbo e Tuscania | 15/04/1592 | 28/11/1633 |
| Emilio Bonaventura Altieri                  | Stato Pontificio          | Cardinale presbitero; eletto papa                                                              | Segretario emerito della Congregazione dei Vescovi e Regolari | 13/07/1590 | 29/11/1669 |
| Girolamo Buonvisi                           | Repubblica di Lucca       | Cardinale presbitero di San Girolamo dei Croati                                                | Vescovo di Lucca | 22/05/1607 | 09/04/1657 |
| Virginio Orsini                             | Stato Pontificio          | Cardinale presbitero di San Lorenzo in Lucina                                                  | Cardinale protopresbitero | 17/01/1615 | 16/12/1641 |
| Innico Caracciolo                           | Regno di Napoli           | Cardinale presbitero di San Clemente                                                           | Arcivescovo metropolita di Napoli | 07/03/1607 | 15/02/1666 |
| Federico Sforza                             | Stato Pontificio          | Cardinale presbitero di San Pietro in Vincoli                                                  | Archimandrita del Santissimo Salvatore | 20/01/1603 | 06/03/1645 |
| Benedetto Odescalchi                        | Ducato di Milano          | Cardinale presbitero di Sant'Onofrio; futuro papa Innocenzo XI nel 1676                        | Vescovo emerito di Novara | 19/05/1611 | 06/03/1645 |
| Carlo Carafa della Spina                    | Stato Pontificio          | Cardinale presbitero di Santa Susanna                                                          | Legato apostolico emerito | 21/04/1611 | 14/01/1664 |
| Luigi Alessandro Omodei                     | Ducato di Milano          | Cardinale presbitero dei Santi Bonifacio e Alessio                                             | Provvisore generale delle fortezze dello Stato Pontificio | 08/12/1608 | 19/02/1652 |
| Cesare Maria Antonio Rasponi                | Stato Pontificio          | Cardinale presbitero di San Giovanni a Porta Latina                                            | Legato apostolico di Urbino | 15/07/1615 | 14/01/1664 |
| Carlo Roberti                               | Stato Pontificio          | Cardinale presbitero di Santa Maria in Ara Coeli                                               | Legato apostolico di Romagna | 15/08/1605 | 15/02/1666 |
| Rinaldo d'Este                              | Ducato di Modena e Reggio | Cardinale presbitero di Santa Pudenziana                                                       | Abate commendatario di Cluny | 10/08/1617 | 16/12/1641 |
| Sigismondo Chigi                            | Stato Pontificio          | Cardinale diacono di Santa Maria in Domnica                                                    | Gran priore di Roma del Sovrano Militare Ordine di Malta | 19/08/1649 | 12/12/1667 |
| Giambattista Spada                          | Repubblica di Lucca       | Cardinale presbitero di San Marcello                                                           | Camerlengo emerito del Collegio Cardinalizio | 28/08/1597 | 02/03/1654 |
| Buonaccorso Buonaccorsi                     | Stato Pontificio          | Cardinale diacono                                                                              | Tesoriere generale della Camera Apostolica | 23/07/1620 | 29/11/1669 |
| Lorenzo Raggi                               | Repubblica di Genova      | Cardinale presbitero dei Santi Quirico e Giulitta                                              | Pro-Camerlengo di Santa Romana Chiesa | 24/06/1615 | 07/03/1647 |
| Francesco Maidalchini                       | Stato Pontificio          | Cardinale diacono di Santa Maria in Via Lata                                                   | Cardinale protodiacono | 21/04/1631 | 07/03/1647 |
| Giacomo Rospigliosi                         | Granducato di Toscana     | Cardinale presbitero di San Sisto; eletto papa                                                 | Prefetto del Supremo Tribunale della Segnatura Apostolica; Legato apostolico di Avignone | 29/12/1628 | 12/12/1667 |
| Carlo Barberini                             | Stato Pontificio          | Cardinale diacono di San Cesareo in Palatio                                                    | Arciprete della Basilica di San Pietro in Vaticano; Presidente della Fabbrica di San Pietro | 01/06/1630 | 23/06/1653 |
| Celio Piccolomini                           | Granducato di Toscana     | Cardinale presbitero di San Pietro in Montorio                                                 | Legato apostolico emerito | 15/05/1609 | 14/01/1664 |
| Carlo Pio di Savoia                         | Stato Pontificio          | Cardinale presbitero di Santa Prisca                                                           | Abate commendatario di Santa Maria in Silvis | 07/04/1622 | 02/03/1654 |
| Carlo Gualterio                             | Stato Pontificio          | Cardinale presbitero di Sant'Eusebio                                                           | Arcivescovo metropolita di Fermo | 20/04/1613 | 02/03/1654 |
| Giacomo Filippo Nini                        | Granducato di Toscana     | Cardinale presbitero di Santa Maria della Pace                                                 | Arcivescovo titolare di Corinto | 06/05/1629 | 14/01/1664 |
| Niccolò Albergati-Ludovisi                  | Stato Pontificio          | Cardinale presbitero di Santa Maria in Trastevere                                              | Penitenziere Maggiore | 15/09/1608 | 06/03/1645 |

### Cardinali assenti
- Girolamo Grimaldi-Cavalleroni
- Pascual de Aragón-Córdoba-Cardona y Fernández de Córdoba
- Luigi Guglielmo I Moncada

### Medico del Conclave
- Cesare Macchiati[6]